# 共通運賃制度
共通運賃制度（きょうつううんちんせいど）とは、鉄道や乗合バスなどの複数の公共交通機関において、同一の出発地（Origin）と目的地（Destination）の間（OD間）の事業者ごとの運賃体系ないし運賃水準が同一になるように設定する制度。共通運賃制度では事業者ごとの採算制はとられず支払われた運賃はいったん集約されプールされてから予め定められた配分指標に従って各事業者に配分される。ドイツなど欧州諸国で採用されている。 

## 概要
公共交通が複数の事業者によって整備・運営される場合、運賃体系や運賃水準が事業者ごとに決定されるため、異なる事業者を乗り継ぐ際にそれぞれ初乗り運賃が加算されて運賃が割高になったり、同一OD間でも事業者ごとに運賃格差が生じるため需要が適正に配分されないといった問題がある。 
そこで同一の出発地と目的地の間（OD間）で事業者ごとの運賃体系ないし運賃水準が同一になるように設定し、運賃収入をいったん集約しプールしてから予め定められた配分指標に従って各事業者に改めて配分する制度が共通運賃制度である。
共通運賃制度はドイツなど欧州諸国で採用されている。ドイツでは都市交通事業者による運輸連合の形成が進められ、ハンブルクなどの都市で共通運行計画とともに共通運賃制度が導入されている。ハンブルクでは運輸連合による共通運行計画の策定にあたり、自家用車に対する競争力を重視して低廉な共通運賃を導入し、当初は公共交通事業者によるカルテルと指摘されたこともある。しかし、公共交通機関の輸送実績に改善が見られたことから、ドイツでは1973年以降、公共交通事業者による事業者間連携は競争制限禁止法（GWB）から適用が除外されている。
日本では独占禁止法特例法（令和2年法律第32号）に基づく国土交通大臣の認可を受ける必要があり、2022年3月には徳島バス及び四国旅客鉄道（JR四国）による「徳島県南部における共同経営計画」が国土交通大臣から認可された。この「徳島県南部における共同経営計画」（共同経営計画対象区域は阿南駅～浅川駅間）により、徳島バス（高速バスの室戸・生見・阿南大阪線の一般道区間）をJR乗車券類により利用でき、初乗り運賃も不要とする共通運賃・通し運賃の設定及び収入調整が行われることになった。

## 特徴

### メリット
利用者にとっては事業者ごとに乗り継ぎを行う際の初乗り運賃が不要となり交通費用が低減される。また、同一の出発地と目的地の間であれば運賃が共通になるため、これまで運賃が割高で選択されてこなかった経路も選択されるようになり、交通機関の利用が効率化される（所要時間の短縮や混雑の緩和など）といったメリットがある。利便性の向上により公共交通機関の利用者の増加を図ることができる。

### デメリット
共通運賃を採用して各事業者が個別に運賃を収受するよりも運賃水準が低下すると、配分指標によっては事業者は減収となる場合がある。そのため欠損が生じた場合には行政による補償が必要になる。一方、共通運賃制度では運賃水準が全体的に上昇すると利用者にとっては交通費用の増加が避けられない。また、運賃が共通化されると事業者ごとの効率化や費用節減のインセンティブが低くなり収益が悪化するおそれもある。共通運賃の採用は既存事業者で行われるため、新規参入しにくくなり、事業者間の競争が阻害されるという指摘もある。